# Hospital da Lagoa
O Hospital da Lagoa é um edifício projetado pelo arquiteto Oscar Niemeyer, construído em 1952 e inaugurado em 1958. Localiza-se na Lagoa, no Rio de Janeiro.
O hospital de 10 pavimentos foi construído para a Sul América e o Banco Lar Brasileiro.
Em 1962, no Governo do Presidente Jango, quando era Primeiro Ministro Hermes Lima e Ministro do Trabalho e Previdência Social Benjamin Eurico Cruz foi incorporado ao  IAPB, que hoje está extinto tendo  seu patrimônio sido integrado ao atual INSS e ao SUS. Passou a ser conhecido como Hospital dos Bancários.
Participaram do projeto Helio Uchoa, o paisagista Roberto Burle Marx e o artista plástico Athos Bulcão, que confeccionou o mural de azulejos externo.
Neste prédio Niemeyer faz uso do pilotis em V, uma de suas criações arquitetônicas, com o objetivo de ampliar o espaço livre entre os suportes estruturais e criando mais um elemento de surpresa. O pilar em V se tornou moda, sendo utilizado tanto na arquitetura brasileira e internacional.
Em solução similar ao prédio do MEC, a fachada leste é envidraçada garantindo a vista para a Lagoa Rodrigo de Freitas, enquanto a fachada oeste possui cobogós e brises, para protegê-la da insolação.
O edifício foi tombado em 1992 pelo INEPAC (Instituto Estadual do Patrimônio Cultural).